# SuS Stadtlohn
Der SuS Stadtlohn (vollständiger Name: Spiel- und Sportverein Stadtlohn 19/20 e. V.) ist ein Sportverein aus Stadtlohn. Mit etwa 2512 Mitgliedern in zwölf Abteilungen ist er der größte Sportverein der Stadt. Die Fußballabteilung zählt dabei die meisten Mitglieder, gefolgt von der Leichtathletik- und Handballabteilung.

## Geschichte und Sportangebot
Im Jahre 1919 gründete sich der SC 1919 Stadtlohn. Ein Jahr später wurde der Spielverein DJK 1920 Stadtlohn gegründet. Beide Vereine wurden im Jahre 1933 zur Fusion unter dem Namen TuS Stadtlohn gezwungen, der sich am 19. Juli 1945 in SuS 1945 Stadtlohn umbenannte und seit 1947 seinen heutigen Namen trägt. Der ehemalige Spielverein DJK 1920 gründete 1952 mit der DJK Stadtlohn einen eigenständigen Verein.
Der Verein besteht außerhalb des Fußballes aus zwölf weiteren Abteilungen: Sportabzeichen, Laufen, Handball, Kurse, Turnen, Leichtathletik, Schwimmen, Trampolin, Tanzen, Turnen und Triathlon an. Eine weitere Abteilung ist das Jugendteam (J-Team), welches die Interessen der jüngeren Sportler und Sportlerinnen im Verein vertritt.

## Fußball
Im Jahre 1964 stieg der SuS in die Landesliga auf und wurde auf Anhieb Vizemeister. Zwanzig Jahre später schaffte die Mannschaft den Sprung in die damals viertklassige Verbandsliga. 1994 stiegen die Stadtlohner in die Oberliga Westfalen auf. Dabei profitierte die Mannschaft von einem erhöhten Aufstieg wegen der Einführung der Regionalliga West/Südwest. Nach einem achten Platz in der ersten Oberligasaison folgte in der Saison 1995/96 mit Platz fünf die beste Platzierung der Stadtlohner Oberligaära. In den folgenden Jahren erreichten die Stadtlohner regelmäßig Positionen im Mittelfeld der Tabelle, ehe die Mannschaft die Saison 2003/04 als Vorletzte abschloss und absteigen musste.
Der direkte Wiederaufstieg wurde verpasst, und die folgenden zehn Jahre spielte der SuS Stadtlohn in der sechstklassigen Westfalenliga. Am 1. Juli 2012 wurde Alfred Nijhuis neuer Trainer der ersten Mannschaft, die er in der Saison 2013/14 zur Meisterschaft und zum Aufstieg in die Oberliga Westfalen führte. Drei Jahre später folgte der Abstieg in die Westfalenliga, wo die Mannschaft sportlich erneut gegen den Abstieg kämpfte. Drei Spieltage vor dem Ende der Saison 2017/18 verkündete die Vereinsführung jedoch den freiwilligen Rückzug in die Landesliga. Die Mannschaft stieg als Vorletzter dann auch sportlich ab und wurde dann in der Landesligasaison 2018/19 nach unten durchgereicht.

## Tischtennis
Die Tischtennis-Abteilung des SuS wurde 1957 durch den damaligen SuS-Fußballtorwart Wolfgang Trilling beim Westdeutschen Tischtennis-Verband (WTTV) angemeldet. Ihre Trainingszeiten bestritten die Sportler in der damaligen Turn- und Schützenhalle. Tischtennisplatten bestanden seinerzeit noch aus zwei Holzböcken und zwei Holzplatten. Von Beginn an setzte die Tischtennis-Abteilung ihr Hauptaugenmerk auf den Nachwuchs, denn dieser sicherte auch schon damals den Fortbestand in der Zukunft. Kontinuierlich entwickelte sich die Abteilung personell und spielerisch weiter. In den 80er-Jahren bezog der SuS sein heutiges Domizil in der Turnhalle der Hordtschule. Optimale Voraussetzungen nährten den Zuspruch – und die kontinuierliche Nachwuchsarbeit durch die Trainer Josef Valtwies, Manfred Dertmann und Werner Milewski entfaltete sich in der 80er- und 90er-Jahren mit vielen sportlichen Erfolgen, die sich in Meisterschaften und Aufstiegen widerspiegeln. Unübertroffen ist sicherlich der sportliche Erfolg von Yilmaz Sanli im Nachwuchsalter mit der Teilnahme an den Deutschen Meisterschaften. Mit den Erfolgen im Nachwuchsbereich folgte auch die stetige Entwicklung des Niveaus im Herren- und Damenbereich. Mit dem Aufstieg in die Verbandsliga wurde 2003 der größte Mannschaftserfolg verzeichnet. SuS-Eigengewächs Jenny Dertmann kam beim Bundesligisten Assistance Coesfeld an der Seite der Europameisterin Nicole Struse zu Einsätzen.
Im Sommer 2019 konnte nach acht Jahren Abstinenz der Aufstieg in die Landesliga verzeichnet werden. Aus dieser stieg man nach fünf Jahren in die neugeschaffene Bezirksoberliga ab, man schaffte aber mir dem Meistertitel den direkten Wiederaufstieg in die Landesliga.
In die Saison 2025/26 startet die SuS-Tischtennis-Abteilung mit insgesamt 11 Mannschaften, darunter 6 Herrenmannschaften 4 Jugendmannschaften und erstmals einer Ü40-Senioren Mannschaft.

## Persönlichkeiten
- Cihan Bolat
- Christian Erwig
- Fabian Herbers
- Oliver Kirch
- Karl-Heinz Marotzke[8]
- Alfred Nijhuis
- Rob Reekers
- Hubert Tenbrink
- Gerd Wörmer